# Glycyrrhiza yunnanensis
Glycyrrhiza yunnanensis es una especie de planta floral del género Glycyrrhiza, familia Fabaceae, orden Fabales.

## Distribución
Se distribuye por el centro-sur de China.

## Taxonomía
Fue descrita por S.H.Cheng & L.K.Tai ex y publicada en Acta Botanica Sinica 4(2): 117 (1984).